# Hitachi Maru (Schiff, 1898)

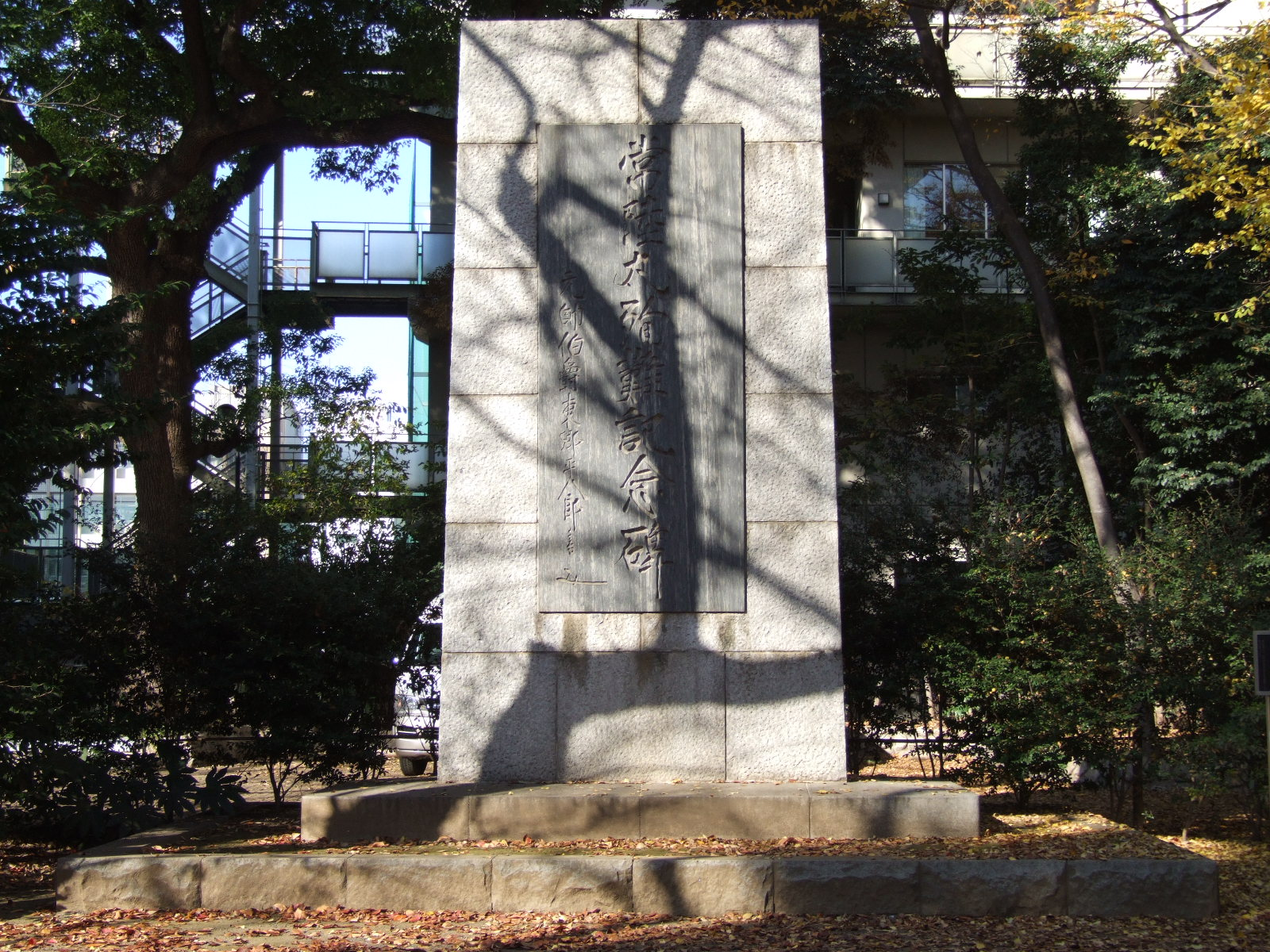
Erinnerungsstein für die Opfer der versenkten Hitachi Maru

Die Hitachi Maru (jap. 常陸丸) war ein japanischer Frachtdampfer. Sie gilt als das erste moderne seegängige Dampfschiff einer japanischen Werft.

## Einzelheiten
1884 pachtete Mitsubishi von der Regierung die Werft Nagasaki Ironworks & Shipyard. Drei Jahre darauf erwarb Mitsubishi die Werft und baute hier den ersten eisernen Dampfer Japans, die Yugao-Maru. Im Jahr 1890 folgte Japans erster aus Stahl gebauter Dampfer, Chikugogawa-Maru.
Weitere acht Jahre später, im Juni 1898, lieferte die Werft die durch das Schiffbauförderungsgesetz finanzierte Hitachi Maru ab. Mit diesem Schiff hatte die Werft das erste größere seegängige Dampfschiff mit Stahlrumpf einer japanischen Werft gebaut und schiffbautechnisch zum technologischen Stand westlicher Werften aufgeschlossen.
Die Hitachi Maru war mit 6172 BRT vermessen und wurde von zwei Dreifachexpansions-Dampfmaschinen mit einer Leistung von zusammen 3847 PS angetrieben. Sie erreichte eine Geschwindigkeit von rund 14 Knoten.
1904 wurde die Hitachi Maru auf einer Reise von Shimonoseki zur mandschurischen Küste mit rund 1000 Soldaten an Bord durch den russischen Kreuzer Gromoboi versenkt. Nur 152 Menschen überlebten die Versenkung. Bei keiner anderen Versenkung eines japanischen Schiffs starben während des Russisch-Japanischen Krieges mehr Menschen.

## Zusatz
Nach dem Untergang der Hitachi Maru (1898) wurde der Name noch zweimal für Schiffe der Kaiserlich Japanischen Marine vergeben.
- Hitachi Maru (Schiff, 1906), am 26. September 1917 durch die Wolf aufgebracht und am 7. November 1917 versenkt.
- Hitachi Maru (Schiff, 1939), am 14. Februar 1943 durch US-amerikanische B-17 Bomber versenkt.[2][3]